# Palacio de Correos de Tucumán
El Palacio de Correos de Tucumán (también conocido como Correo Central) es la sede del Correo Oficial de la República Argentina ubicada en San Miguel de Tucumán, Provincia de Tucumán, Argentina. Se encuentra en la intersección entre calle 25 de Mayo y calle Córdoba. Está declarado como Monumento Histórico Nacional desde el año 2005.

## Historia
Originalmente, el servicio de correos y telégrafos ocupó el sitio de la Casa Histórica de la Independencia desde 1875 hasta que en 1904 se trasladó a distintas ubicaciones al no contar con edificio propio. Por esta razón en el año 1911 se traspasa la titularidad de las oficinas del Ferrocarril Central Córdoba, ubicadas entre calles 25 de mayo y Córdoba, a la dirección de correos y telégrafos para que en ese solar se construya su sede propia.
En 1927 se llama a licitación para realizar el proyecto del edificio de correos y telégrafos, resultando Alejandro Virasoro como arquitecto de la obra con un costo de ARM 900 000. Dos años después, en 1929, se comenzó a levantar la obra por la empresa de Virasoro hasta que diversos problemas financieros propiciaron que la construcción se detuviera y se abandonara posteriormente.
Para que la obra no se suspendiera de forma definitiva, el albañil Tomás de Frari continuó con la obra durante el lapso de 14 meses entre 1930 y 1931. Este obrero fue auxiliado por el sereno del lugar que le alcanzaba los materiales hasta que la administración del estado nacional decidió concretar el trabajo. Al final, el 24 de septiembre de 1939, en consonancia con la conmemoración de la Batalla de Tucumán, el edificio de correos fue inaugurado por el presidente de la nación Roberto Marcelino Ortiz y el gobernador Miguel Critto.

## Descripción
La fachada es de estilo italianizante asemejándose a un ayuntamiento medieval con una torre en la esquina, la cual sostiene en su punta un reloj de cuatro vistas. El edificio posee un subsuelo donde se realizan las tareas de recepción y clasificación de la correspondencia. En la planta baja se localiza el sector de atención al público y en las plantas y niveles superiores se efectúan tareas administrativas internas, ocupando el edificio una superficie total de 4567 metros cuadrados.